# Villa rustica (Scheuring)
Die Villa rustica auf der Gemarkung von Scheuring, einer Gemeinde im oberbayerischen Landkreis Landsberg am Lech, wurde ab 1878 freigelegt. Die Villa rustica der römischen Kaiserzeit ist ein geschütztes Bodendenkmal.
In den Jahren 1878 und 1889 wurden südlich von Haltenberg Hauptgebäude und Bad eines römischen Gutshofs freigelegt. Im Jahr 1913 wurde auf dem Areal ein Marmorkopf gefunden.